# Stiff Upper Lip
Stiff Upper Lip – czternasty album studyjny australijskiego zespołu AC/DC, wydany 28 lutego 2000 roku. Został wyprodukowany przez jednego z dwóch pierwszych producentów AC/DC, George'a Younga. Z albumu zostały wydane trzy single: tytułowy "Stiff Upper Lip", "Safe in New York City", i "Satellite Blues".
W Australii, Stiff Upper Lip został wydany także jako dwupłytowa edycja; na pierwszej płycie zawiera oryginalne utwory z albumu, a na drugiej płycie zamieszczone jest pięć utworów na żywo, trzy teledyski, i jeden utwór z sesji nagraniowej albumu Stiff Upper Lip, nie zamieszczony oryginalnie na albumie.

## Lista utworów
1. "Stiff Upper Lip" – 3:35
2. "Meltdown" – 3:41
3. "House of Jazz" – 3:56
4. "Hold Me Back" – 3:59
5. "Safe in New York City" – 3:59
6. "Can't Stand Still" – 3:41
7. "Can't Stop Rock 'N' Roll" – 4:02
8. "Satellite Blues" – 3:46
9. "Damned" – 3:52
10. "Come and Get It" – 4:02
11. "All Screwed Up" – 4:36
12. "Give It Up" – 3:53

### Druga płyta (Dwupłytowa edycja)
1. "Cyberspace" – 2:56
2. "Back in Black" [Live] (Young, Young, Johnson) – 4:10
3. "Hard as a Rock" [Live] – 4:51
4. "Ballbreaker" [Live] – 4:41
5. "Whole Lotta Rosie" [Live] (Young, Young, Scott) – 5:27
6. "Let There Be Rock" [Live] (Young, Young, Scott) – 14:25
7. "Stiff Upper Lip" [Teledysk] – 3:50
8. "Safe in New York City" [Teledysk] – 4:01
9. "Satellite Blues" [Teledysk] – 3:55

- Kompozytorami (oprócz wymienionych w nawiasach) wszystkich utworów są Angus Young i Malcolm Young.

## Film
Stiff Upper Lip Live – film koncertowy, wydany 4 grudnia 2001 roku przez AC/DC, nagranego 14 czerwca 2001 r. na Olympiastadion w Monachium, Niemcy.
Lista utworów:
1. "Newsflash"
2. "Stiff Upper Lip" (Young, Young)
3. "You Shook Me All Night Long" (Young, Young, Johnson)
4. "Problem Child"
5. "Thunderstruck" (Young, Young)
6. "Hell Ain't a Bad Place to Be"
7. "Hard as a Rock" (Young, Young)
8. "Shoot to Thrill" (Young, Young, Johnson)
9. "Rock and Roll Ain't Noise Pollution" (Young, Young, Johnson)
10. "What Do You Do for Money Honey" (Young, Young, Johnson)
11. "Bad Boy Boogie"
12. "Hells Bells" (Young, Young, Johnson)
13. "Up to My Neck in You"
14. "The Jack"
15. "Back in Black" (Young, Young, Johnson)
16. "Dirty Deeds Done Dirt Cheap"
17. "Highway to Hell"
18. "Whole Lotta Rosie"
19. "Let There Be Rock"
20. "T.N.T."
21. "For Those About to Rock (We Salute You)" (Young, Young, Johnson)
22. "Shot Down in Flames"

- Kompozytorami (oprócz wymienionych w nawiasach) wszystkich utworów są Angus Young, Malcolm Young, i Bon Scott.

## Twórcy

### Wykonawcy
- Angus Young – gitara prowadząca
- Malcolm Young – gitara rytmiczna
- Brian Johnson – śpiew
- Phil Rudd – perkusja
- Cliff Williams – gitara basowa

### Produkcja
- Producent: George Young [Studio], Rocky Oldham [Live]
- Inżynier [Studio]/Miksowanie [Live]: Mike Fraser
- Asystent inżyniera [Studio]: Dean Maher